# 根と係数の関係
根と係数の関係（こんとけいすうのかんけい）は、多項式における係数全体と根全体の間に成り立つ関係を、係数体上の式で表したものである。英語ではフランソワ・ビエト（ビエタ）に因み、Vieta's formulas と言われる。
x に関する n 次式
an xn + an−1 xn−1 + … + a1 x + a0
の根を α1, …, αn とする。（このとき an ≠ 0 である）
{\displaystyle s_{k}^{(n)}:=\textstyle \sum \limits _{1\leq i_{1}<\cdots \,<i_{k}\leq n}\alpha _{i_{1}}\cdots \,\alpha _{i_{k}}}
とおくとき、
{\displaystyle s_{k}^{(n)}=(-1)^{k}\cdot {\frac {a_{n-k}}{a_{n}}}\qquad (k=1,\cdots ,n)}
が成り立つ。これを根と係数の関係という。
{\displaystyle s_{k}^{(n)}} は α1, …, αn に関する k 次基本対称式である。
特に次の式が成り立つ。
{\displaystyle \alpha _{1}+\cdots +\alpha _{n}=-{\frac {a_{n-1}}{a_{n}}}}
{\displaystyle \alpha _{1}\cdots \alpha _{n}=(-1)^{n}\cdot {\frac {a_{0}}{a_{n}}}}
不変式論の定理である。

## 次数ごとの例

### 二次式
x についての二次式
{\displaystyle f(x)=ax^{2}+bx+c}
の根を x = α, β とする。因数定理より
{\displaystyle f(x)=a(x-\alpha )(x-\beta )}
であるから、展開して係数を比較すると
{\displaystyle {\begin{cases}\alpha +\beta =-{\cfrac {b}{a}}\\[7pt]\alpha \beta ={\cfrac {c}{a}}\end{cases}}}
を得る。
初等数学において、因数定理や代数学の基本定理を習っていない場合、二次方程式の解の公式から解と係数の関係を導くという方法がとられることがある。

### 三次式
x についての三次式
{\displaystyle g(x)=ax^{3}+bx^{2}+cx+d}
の根を x = α, β, γ とする。因数定理より
{\displaystyle f(x)=a(x-\alpha )(x-\beta )(x-\gamma )}
であるから、展開して係数を比較すると
{\displaystyle {\begin{cases}\alpha +\beta +\gamma =-{\cfrac {b}{a}}\\[7pt]\alpha \beta +\beta \gamma +\gamma \alpha ={\cfrac {c}{a}}\\[7pt]\alpha \beta \gamma =-{\cfrac {d}{a}}\end{cases}}}
が三次の場合として成り立つ。

### 四次式
x についての四次式
{\displaystyle g(x)=ax^{4}+bx^{3}+cx^{2}+dx+e}
の根を x = α, β, γ, δ とする。因数定理より
{\displaystyle f(x)=a(x-\alpha )(x-\beta )(x-\gamma )(x-\delta )}
であるから、展開して係数を比較すると
{\displaystyle {\begin{cases}\alpha +\beta +\gamma +\delta =-{\cfrac {b}{a}}\\[7pt]\alpha \beta +\alpha \gamma +\alpha \delta +\beta \gamma +\beta \delta +\gamma \delta ={\cfrac {c}{a}}\\[7pt]\alpha \beta \gamma +\alpha \beta \delta +\alpha \gamma \delta +\beta \gamma \delta =-{\cfrac {d}{a}}\\[7pt]\alpha \beta \gamma \delta ={\cfrac {e}{a}}\end{cases}}}
が四次の場合として成り立つ。

### 高次
5次以上の多項式には根の公式は存在しない（アーベル-ルフィニの定理）が、同様に根と係数の関係が成り立つ。

## 証明
x に関する n 次式を
f(x) = an xn + an−1 xn−1 + … + a1 x + a0
とする。
代数学の基本定理より、f(x) は複素数の範囲で根を少なくとも1つ持つ。それを α1 とする。
因数定理より、
f(x) = (x − α1) g(x)
と表せる。g(x) は (n − 1) 次式である。
g(x) に対して、同様に代数学の基本定理、因数定理を適用し、これを繰り返すと、
f(x) = an (x − α1) … (x − αn)
右辺を展開し、元の式と係数比較をすると
{\displaystyle s_{k}^{(n)}=(-1)^{k}\cdot {\frac {a_{n-k}}{a_{n}}}\qquad (k=1,\cdots ,n)}
が成り立つ。■